# 坚硬女娄菜
坚硬女娄菜（学名：Silene firma）是石竹科蝇子草属的植物。分布于朝鲜、俄罗斯、日本以及中国大陆的北部、长江流域等地，生长于海拔300米至2,500米的地区，常生长在草坡、灌丛和林缘草地，目前尚未由人工引种栽培。

## 别名
白花女娄菜（拉汉种子植物名称） 无毛女娄菜（北京植物志） 粗壮女娄菜（秦岭植物志） 光萼女娄菜（东北草本植物志）

## 异名
- Melandrium firmum (Sieb. et Zucc.) Rohrb.
- Melandrium firmum (Sieb. et Zucc.) Rohrb. f. pubescens (Makino) Y. Z. Zhao
- Silene epilosa W. W. Smith
- Silene firma Sieb. et Zucc. f. pubescens (Makino) Ohwi et Ohashi